# Mercedes 35 PS
Mercedes 35 PS (PS от нем. Pferdestärke — «лошадиная сила») — один из самых ранних автомобилей с бензиновым двигателем в истории, разработанный инженером-конструктором Вилгельмом Майбахом по заказу известного предпринимателя и консула Австро-Венгрии Эмиля Еллинека в период между 1900 и 1901 годами. Назван в честь дочери Эмиля; полное название модели также содержит в себе показатель мощности двигателя внутреннего сгорания, равный 35 лошадиным силам. Автомобиль был собран на заводе в Штутгарте, Германия, в рамках производственной базы компании Daimler-Motoren-Gesellschaft. Именно он послужил началом целой серии автомобилей под торговой маркой «Mercedes» (официально зарегистрирована в 1902 году), а впоследствии — Mercedes-Benz.
В сравнении с предыдущими работами Майбаха и Даймлера, автомобиль «Mercedes 35 PS» имел большое число усовершенствований: мощный (на то время) двигатель, произведённое на заказ шасси, длинную колёсную базу, стальной кузов и множество иных нововведений. Центр тяжести автомобиля был смещён вниз, благодаря чему улучшалась устойчивость на дороге. Первоначально модель разрабатывалась как гоночный автомобиль, однако позже в ходе модернизации стала пригодной для обычных дорожных условий (так называемый «дубль фаэтон»).
По мнению многих авторов и исследователей автомобильной истории, автомобиль «Mercedes 35 PS» имел революционные для своего времени технические решения и оказал значительное влияние на развитие автомобильной промышленности. Стивен Бейли, британский журналист, историк дизайна и культуролог отметил данную модель как «заложившую фундаментальные основы архитектуры автомобилей».

## История

### Предпосылки
В 19-м веке Вильгельм Майбах совместно с Готлибом Даймлером работал над созданием двигателей внутреннего сгорания в их мастерской, расположенной в городе Каннштатт (недалеко от Штутгарта). В 1890 году, после ряда успешных экспериментов, они основали фирму Daimler-Motoren-Gesellschaft, создав прочную производственную базу. К 1900 году Майбах занимал пост главы конструкторского отдела компании. В это же время Готлиб Даймлер скончался, и его сын, Пол Даймлер, занял своё место рядом с Вильгельмом.
В это же время австрийский предприниматель и автогонщик Эмиль Еллинек, питая расположение к продукции фирмы Daimler-Motoren-Gesellschaft и работая на Лазурном берегу в качестве независимого дилера автомобилей с 1897 года, приобрёл несколько автомобилей Phönix с двигателем мощностью 21 кВт для участия в гонках в Ницце в 1899 году. Сам Эллинек взял себе псевдоним «Мерседес» и назвал им свою команду, в которую вошёл работник фирмы DMG Вильгельм Бауэр (англ. Wilhelm Bauer). Эти соревнования нынче считаются родоначальниками торговой марки «Mercedes». Тем не менее, автомобили от компании Дамйлера не были настолько хороши, чтобы побеждать в скоростных заездах или гонках на выносливость. Именно из-за этого Эмиль постоянно вмешивался в политику разработки моделей компании, требуя более мощные, более быстрые автомобили. Среди выдвигаемых им требований было новое шасси: шире, длиннее, ниже посадкой и легче, а также более безопасное. «Меня не интересует автомобиль сегодняшний или завтрашний, я хочу автомобиль из послезавтра!» — так Эллинек описывал свои требования к гоночному автомобилю. Ключевым поворотом в дальнейших отношениях между австрийцем и немецкой компанией стали гонки Ницца—Ла-Тюрби 30 марта 1900 года. Во время соревнований водитель автомобиля «Mercedes II», Вильгельм Бауэр, пострадал в результате несчастного случая, из-за чего первой же реакцией компании, уверенной в том, что инцидент произошёл из-за высокой мощности двигателей, стал отказ от дальнейшего участия в автоспорте.
Тем не менее, восхищённый работой Вильгельма и полный энтузиазма, Эмиль Еллинек убедил Майбаха в том, что вина за аварию лежит на высоком центре тяжести автомобиля и предложил разработать новый гоночный автомобиль по его спецификациям. Компания уступила настойчивым просьбам австрийского гонщика. Во многом это стало возможным благодаря тому, что предприятие Даймлера на то время начало уступать автопроизводителю Panhard во Франции. Заказ на новый гоночный автомобиль был оформлен 2 апреля 1900 года. Эмиль настаивал на том, что форсированный двигатель должен быть разработан самим Вильгельмом в сотрудничестве с Полом Даймлером, сыном Готлиба, и должен называться Daimler-Mercedes.

### Создание
Технические требования Эмиля стали революционными для своего времени. В отличие от предыдущих поколений автомобилей, склонных к переворачиваю из-за нестабильных узких и высоких кузовов, новая модель должна была быть длиннее, шире и обладать низким центром тяжести. Кроме того, кузов автомобиля должен был быть выполнен из лёгкого материала для снижения общей массы. Форсированный двигатель, по задумке, необходимо было установить на сильное шасси, жёстко закрепив его ближе к земле для понижения центра тяжести. Эмиль сделал заказ на 36 автомобилей, общая стоимость которого составила 550 000 марок. Договор купли-продажи автомобилей и двигателей имел свою силу в том случае, если продажа двигателей под названием Daimler-Mercedes будет осуществляться самим Еллинеком. Дилер обязался принять полную серию транспортных средств и должен был следить за тем, чтобы пресса во Франции, Германии и Австрии сообщала о новой модели компании.
За период между апрелем и октябрём 1900 года Вильгельм Майбах разработал автомобиль «Mercedes 35 PS». Новое транспортное средство обладало длинной колёсной базой, широкой колеёй, 4-цилиндровым двигателем мощностью в 35 л.с. и двумя карбюраторами. На те времена разработка Вильгельма стало новым словом техники. При работе над ней Майбах использовал собственные изобретения: систему охлаждения и коробку передач. Впервые в истории была применена кулиса рычага переключения передач. По сравнению с автомобилем «Daimler Phönix» колёсная база и колея нового транспортного средства стали длинней, что придало ему значительно лучшую стабильность на дороге. Модель, как и двигатель автомобиля (Daimler-Mercedes), назвали в честь дочери автогонщика по имени Мерседес. Майбах протестировал новый автомобиль первый раз 22 ноября 1900 года, а предприниматель Еллинек получил свою первую поставку 22 декабря того же года. Уже 4 января 1901 года в автомобильном журнале L’Automobile-Revue du Littoral (Лазурный берег, Франция) появилась заметка следующего содержания:

Место, где можно познакомиться с последними тенденциями теперь не Париж, а Ницца. Первый автомобиль Mercedes, собранный в мастерских города Канштатт, только что прибыл в Ниццу, и благодаря доброте своего владельца, господина Еллинека, все наши автомобилисты смогли ознакомиться с ним. Будем говорить прямо: Мерседес, по всей видимости, очень, очень хороший автомобиль. Эта удивительная модель станет грозным конкурентом гоночного сезона 1901 года.
Оригинальный текст (фр.)Il y a quelque chose de nouveau à voir actuellement, pas à Paris, mais à Nice. Le premier véhicule Mercedes fabriqué dans les ateliers de Cannstatt est arrivé à Nice et a été montré à tous les conducteurs grâce à la générosité de son propriétaire, M. Jellinek. Nous devons reconnaître que la voiture Mercedes est très, très intéressante. Ce véhicule remarquable sera un redoutable concurrent à l’occasion des courses de 1901.

В январе 1901 года команда Эмиля протестировала 6 автомобилей на Гран-при По, но новая гоночная модель разочаровала предпринимателя своей мощностью. Тем не менее, в гонках Ницца-Ла-Тюрби в марте 1901 года участвовал уже доработанный автомобиль. За команду в заезде выступали пять экземпляров «Mercedes 35 PS», одним из которых управлял Вильгельм Вернер. Автомобили доминировали в соревнованиях от начала и до конца с рекордной средней скоростью свыше 50 км/ч. Во время гонки модели удалось достичь максимальной скорости в 86 км/ч. В результате команда Эмиля привезла домой четыре награды за первое место и пять наград за второе место. Автомобильный мир был так поражён результатами, что журналист Поль Мейан (англ. Paul Meyan), генеральный секретарь Автомобильного Клуба Франции (ACF), заявил:

Мы вступили в эпоху «Мерседесов».
Оригинальный текст (фр.)Nous sommes entrés dans l’ère Mercédès

В скором времени компания Daimler-Motoren-Gesellschaft установила на модель дополнительный ряд сидений, что сделало возможным её применение в качестве семейного автомобиля. Максимальная скорость такой модификации составляла 75 км/ч. В период с марта по август 1901 года фирма выпустила ещё две модели: 12/16 PS и 8/11 PS. Высшее европейское общество сделало большое число заказов на автомобиль, что окончательно убедило руководство фирмы DMG в том, что будущее за автомобильной промышленностью.
«Mercedes 35 PS» является первым автомобилем, в названии которого фигурирует слово «Mercedes». После колоссального успеха серии торговая марка стала использоваться предприятием для всех выпускаемых автомобилей и была официально зарегистрирована в 1902 году. На основе данной модели компания Daimler-Motoren-Gesellschaft продолжила выпускать новые версии транспортных средств, такие как «12/16 PS и «8/11 PS», а впоследствии (в 1902 году) представила совершенно новый автомобиль — «Mercedes Simplex».

### Современность
В настоящее время автомобиль «Mercedes 35 PS» можно найти в коллекции музея Mercedes-Benz в Штутгарте, Германия.

## Описание

### Дизайн
Внешний вид «Mercedes 35 PS» во многом схож с современными автомобилями и был достаточно инновационным для своего времени: удлинённый кузов, одинакового размера колёса на обоих осях, ячеистый радиатор, дверные проёмы, длинная колёсная база и тому подобное. Первая версия модели была разработана исключительно для участия в гонках, однако впоследствии была доработана новым рядом сидений и модификациями двигателей, что превратило её также и в семейный автомобиль.
Автомобиль имел большую для того времени колёсную базу в 2245 мм. Общая масса модели составляла 1200 кг, что достигалось благодаря основной раме шасси, выполненной из штампованной стали.

### Шасси

#### Подвеска
Рама автомобиля была выполнена из тщательно разработанных U-образных сечений штампованной стали. Подвеска передних и задних колёс представляла собой жёсткую ось. И спереди и сзади устанавливались полуэллиптические пружины. Управляемый мост на передней панели позволял свести к минимуму передачу толчков от дороги к водителю. Двигатель по решению Майбаха устанавливался не в подрамнике шасси, как это обычно делали в то время, а крепился болтами к боковым элементам зауженной передней секции рамы. Ведущими колёсами выступали задние. Рулевая колонка была наклонена назад, что отличало модель от многих автомобилей того времени. Оси управления поворотом были сдвинуты подальше по направлению к внешней стороне и ближе ко ступицам, тем самым значительно снижая влияние толчков от неровностей дороги на рулевое управление.

#### Трансмиссия
Автомобиль оснащался механической коробкой переключения передач, располагавшейся по правой стороне от водителя. Совершенно новым решением был очень компактный и саморегулирующийся сцепляющий механизм, представляющий собой винтовую пружину, изготовленную из рессорной стали, которая с помощью небольшого барабана присоединялась к валу коробки передач и прикреплялась внутри маховика. Конический кулачок регулировал натяжение пружины во время нажатия на педаль сцепления.
Коробка передач располагала 4 ступенями и задней передачей. Переключение осуществлялось рычагом, качающимся в кулисе. Несмотря на большое количество новшеств главная передача оставалась цепной. Максимальная скорость модели составляла 70—75 км/ч. Основные подшипники изготавливались из магналиума (алюминиевый сплав с 5 % магния).

#### Тормозная система
На автомобиль устанавливалась механическая тормозная система с водяным охлаждением, которая действовала на приводной вал. Торможение осуществлялось при помощи ножного тормоза. Для управления высокой мощностью двигателя задние колёса оснащались тормозными барабанами диаметром в 30 сантиметров. Стояночный (ручной) тормоз также был механическим и блокировал задние колёса.

#### Колёса и шины
На двух осях автомобиля устанавливались 4 колеса практически одинакового размера, что отличало его от первой разработки Карла Бенца. Колёса соответствовали по дизайну духу того времени и оснащались армированными деревянными спицами (12 штук на колесо) и стальными несъёмными дисками. Размер пневматических шин спереди составлял 910 (высота) х 90 (ширина) мм, задних — 1020 x 120 мм соответственно.

### Двигатель
Силовой агрегат «Mercedes 35 PS» представлял собой двухблочный нижнеклапанный четырёхтактный рядный двигатель с вертикальным расположением 4-х цилиндров из лёгких сплавов и механически управляемым впускными клапанами. В автомобиле он располагался продольно в передней части кузова. Диаметр цилиндров составлял 140 мм, ход поршня — 116 мм. Основные  подшипники были выполнены из магналия (сплав алюминия, магния, меди и никеля), картер изготовлен из алюминия. Рабочий объём составлял 5913 кубических сантиметров. Впускные и выпускные клапаны открывались не при помощи давления в цилиндре, как это было распространено, а двумя распределительными валами по бокам двигателя. Общая масса двигателя составляла около 230 кг. Топливная система изначально представляла собой два карбюратора, оснащённых распылительным соплом, а позже — карбюраторы поршневого типа. Охлаждение обеспечивалось водяной помпой.
На автомобиле был установлен ячеистый радиатор Майбаха, который был запатентован ещё в 1897 году. Его прямоугольная решётка, оснащённая 8070 ячейками с квадратным поперечным сечением 6×6 мм, увеличивала приток свежего воздуха и пропускала 9 литров воды. Для обеспечения дополнительного притока воздуха применялся вентилятор, расположенный позади радиатора. Водой охлаждался и трансмиссионный ленточный тормоз. Топливный бак располагался в передней части задней оси.
Мощность силового агрегата составляла 35 л.с. (26 кВт) и передавалась на задние колёса большой роликовой цепью. Обороты двигателя колебались от 300 до 1000 в минуту. Скорость автомобиля регулировалась водителем при помощи рычага на рулевом колесе.